# Baldur's Gate: Enhanced Edition
Baldur's Gate: Enhanced Edition — рімейк рольової відеоігри 1998 року Baldur's Gate, розроблений Overhaul Games, підрозділом Beamdog, і виданий Atari. Enhanced Edition був випущений для Microsoft Windows 28 листопада 2012 року, за чим з 2012 по 2014 роки були подальші випуски на інших платформах: iPad, OS X, Android і Linux та для Xbox One, PlayStation 4 і Nintendo Switch у жовтні 2019 року. Ремейк поєднує в собі оригінальну гру Baldur's Gate з її доповненням Baldur's Gate: Tales of the Sword Coast, зберігаючи оригінальні елементи обох (сюжет, локації в грі, ігровий процес і персонажів), а також додає окрему пригоду на арені під назвою The Black Pits (укр. Чорні ями) та ряд інших покращень, деякі з яких було імпортовано з Baldur's Gate II: Shadows of Amn.
31 березня 2016 року було випущено доповнення до рімейку Baldur's Gate: Siege of Dragonspear, яке зосереджується на подіях, що відбулися після завершення Baldur's Gate і призвели до основних подій Baldur's Gate II: Shadows of Amn.

## Ігровий процес
Як і оригінальна гра, Baldur's Gate: Enhanced Edition дотримується правил 2-го видання Advanced Dungeons & Dragons (далі AD&D), ліцензованої власності Wizards of the Coast. і має як одно-, так і багатокористувацький режими, тоді як більша частина ігроладу, наприклад переміщення між локаціями чи система управління інвентарем, залишається таким же, як і в оригінальній грі.
У Enhanced Edition з'являється ряд нових функцій, Beamdog заявили, що команда Overhaul додала кілька сотень покращень до оригінальної гри. Функції, створені для рімейку, включають кросплатформений функціонал для багатокористувацького режиму, що дозволяє гравцям на різних платформах мати можливість грати один з одним; додавання автономної пригоди на арені The Black Pits, в яких гравці формують групу з шести шукачів пригод і борються проти супротивників, які поступово підвищують рівень складності; додавання чотирьох персонажів, кожен з яких має свою передісторію і пов'язані з нею квести; чотири класи персонажів; кілька нових локацій; систему досягнень (лише для версій Steam), а також два режими складності — «Story Mode» та «Legacy of Bhaal». «Story Mode» — це покращена версія легкого рівня складності, у якому всі персонажі в групі не можуть померти, мають показник сили 25 (незалежно від фактичного значення) і невразливі до більшості негативних ефектів, тоді як усіх ворогів можна легко вбити. «Legacy of Bhaal», навпаки, є вдосконаленою версією попередньої найвищої складності, у якій вороги мають більше очок здоров'я, захисних кидків кубика та атак за раунд, цей рівень складності не можна змінити після початку гри.
Деякі з основних покращень оригінальної гри, включені в рімейк, включають оновлений інтерфейс користувача, можливість грати з вищою роздільною здатністю, а також збільшену кількість екранних співвідношень, включаючи широкоекранний режим, підвищену гнучкість налаштувань, покращену функцію підбору партнерів у багатокористувацькому режимі (на момент запуску ця функція перебувала в бета-версії), оновлення системи карт і журналів, підвищення максимального рівня, а також імпортування покращень і деяких елементів з Baldur's Gate II: Shadows of Amn, включаючи класи та підкласи, які були недоступні в оригінальній грі; пізніший патч також включає функцію романтичних відношень, яка раніше існувала лише в Baldur's Gate II, але вона можлива лише для нових персонажів.
Версії для iPad і Android описуються як радикальний відхід від оригінального інтерфейсу гри, що дозволяє збільшувати та зменшувати масштаб за допомогою мультисенсорних жестів. Версії для планшетів дозволяють користувачам гортати екрани між собою, а не натискати вкладки. Колишній співробітник Bioware і креативний директор Enhanced Edition Трент Остер сказав: «Коли я описую комусь бойовий сценарій у Baldur's Gate, я використовую аналогію з футбольним плейбуком… Якщо розглядати Baldur's Gate у цьому світлі, iPad має найбільше сенсу. Насправді я вважаю, що Baldur's Gate — це майже ідеальна гра для сенсорного інтерфейсу, яку випустили на десять років раніше свого часу».

## Розробка
Робота над створенням розширених версій перших двох ігор Baldur's Gate почалася з переговорів між Beamdog і власниками прав на ці ігри Atari та Wizards of the Coast, які тривали приблизно чотирнадцять місяців, перш ніж було організовано та узгоджено контракт. Разом з цим розробник також шукав ліцензію від BioWare на використання їх ігрового рушія Infinity Engine. Під час розробки Beamdog було ухвалено рішення значно розширити перелік платформ, на яких будуть доступні римейки Baldur's Gate і Baldur's Gate II. Офіційний анонс відбувся 15 березня 2012 року, де розробники також зазначили, що Baldur's Gate: Enhanced Edition заплановано до випуску в листопаді 2012 року і буде доступна як для ПК, так і iPad, причому версія для iPad розроблена таким чином, щоб зробити її сумісною з усіма (на той час) трьома поколіннями портативних пристроїв. 29 березня 2012 року було оголошено, що триває робота з перенесення гри на платформу OS X. Плани щодо двох консольних версій гри були відкладені після того, як керівник проєкту Трент Остер заявив, що версію гри для Xbox 360 неможливо створити, через несумісність контролера, і що версія для Wii U не буде створена після негативного досвіду розробників з Nintendo під час розробки MDK2 HD. Ще одна консольна версія, запланована для PlayStation 3, також була скасована після переговорів між Sony та Beamdog щодо фінансування проєкту, вартість якого була б занадто високою через обсяг роботи, необхідний для виправлення елементів керування та створення інтерфейсу для PlayStation 3.
Нат Джонс був найнятий як артдиректор проєкту, старший сценарист Dungeons & Dragons Дейв Гросс був залучений до команди сценаристом, а Сем Галік написав додаткову музику для гри. Команда також звернулася до модерської спільноти оригінальних ігор Baldur's Gate, щоб отримати подальшу допомогу в їхніх зусиллях відродити класичну рольову франшизу. Першу демоверсію гри було показано на PAX Prime 2012. Попри заплановану дату випуску 18 вересня 2012 року, гру довелося відкласти. Затримку спричинив великий обсяг роботи з локалізації проєкту на 16 різних мов та подальше полірування. Щоб компенсувати затримку, розробники розказали, що гра включатиме додаткові доповнення, яких не було в оригіналі, включаючи нових персонажів, області, історію та подовжений час проходження.

## Реліз
Гра була офіційно випущена 30 листопада 2012 року, але через контрактні зобов'язання, версія гри для Windows була доступна тільки на вебсайті Beamdog, у той час як версія для iPad була запущена через Apple App Store, а версія для OS X в Mac App Store. 16 січня 2013 року гра була випущена в Steam. Версія гри для Linux була випущена наступного року, 27 листопада 2014 року, після того, як була відкладена на початку того ж року.
19 червня 2013 року Baldur's Gate: Enhanced Edition було вилучено з продажу на вебсайті Beamdog і Apple App Store через проблеми з контрактом. Проблеми були вирішені менш ніж за місяць, і 15 серпня гра знову стала доступною для продажу в обох торгових точках. Консольні версії для Nintendo Switch, PlayStation 4 і Xbox One були випущені 15 жовтня 2019 року Beamdog і Skybound Games.

## Огляди
| Агрегатор  | Оцінка                 |
| ---------- | ---------------------- |
| Metacritic | PC: 78/100 iOS: 73/100 |

| Видання        | Оцінка |
| -------------- | ------ |
| Destructoid    | 8.5/10 |
| Eurogamer      | 8/10   |
| GameSpot       | 6/10   |
| IGN            | 8.1/10 |
| PC Gamer (США) | 77/100 |

Згідно з агрегатором рецензій Metacritic, Baldur's Gate: Enhanced Edition отримала переважно «схвальні» відгуки від критиків.
Shacknews похвалили рімейк, назвавши гру «справді вдосконаленою версією класичної гри». IGN дав грі оцінку 8.1, сказавши, що «Попри брак одразу очевидних змін, Baldur's Gate добре постаріла, і нових гравців чекає багато годин розваг, якщо вони підійдуть до гри з розумінням її застарілої основи». Вебсайт GameBanshee дав погану оцінку грі, перерахувавши багато помилок і недоглядів і зазначивши, що вони «не можуть з чистим сумлінням рекомендувати Baldur's Gate: Enhanced Edition, враховуючи, що оригінал все ще доступний, містить сотні модів і виправлень помилок, коштує на 10 доларів дешевше, і все такий же чудовий, як ніколи». GameSpy погодився з цим, поставивши під сумнів, чи 20 доларів є справедливою ціною, і додав, що це «гра було б вражаючішою, якби ми вже не мали такого легкого доступу до оригіналу та його модифікацій, хоча кросплатформна підтримка є приємним доповненням для користувачів інших платформ».
Станом на 2015 рік Baldur's Gate: Enhanced Edition було продано понад мільйон копій.

## Сиквели
Після запуску Baldur's Gate: Enhanced Edition, 15 листопада 2013 року команда випустила Baldur's Gate II: Enhanced Edition, римейк, який об'єднав Baldur's Gate II: Shadows of Amn з її доповненням Baldur's Gate II: Throne of Bhaal, включаючи нові класи та чотирьох нових персонажів із новими локаціями та прив'язаними до них квестами. Після фінансово успішної роботи над серією Baldur's Gate, Overhaul Games 30 жовтня 2014 року також випустили рімейк Icewind Dale під назвою Icewind Dale: Enhanced Edition.